# Bulbophyllum piestoglossum
Bulbophyllum piestoglossum là một loài phong lan thuộc chi Bulbophyllum.